# Хоризонт (могила)
Вижте пояснителната страница за други значения на Хоризонт.
Тракийската могила „Хоризонт“ е разположена в подножието на Четиньова могила и е част от тракийския култов център край село Старосел в Средна гора. Могилата носи името на европейската фондация „Stitching Horizon“, с чиито средства основно се провеждат разкопките на Траколожката експедиция за могилни проучвания (ТЕМП) през 2002 година.

## Откритие и датиране
Под ръководството на д-р Георги Китов е открита структура с колонада, която проучвателят определя като храм от V-IV век пр.н.е. Той е изграден във вече готова могила, част от насипа на която е отнета за построяването. След това правоъгълното помещение е затрупано, а отпред е останала видима колонадата от 6 лицеви и по 2 странични колони в ранен дорийски стил. Това е първият такъв храм, открит по земите, населявани от траките. Различава се принципно от старогръцките храмове, които са изцяло открити.
В средата на IV век пр.н.е. храмът се превръща в мавзолей. Могилата е ограбена в древността. От ритуалните дарове, с които е погребан владетелят, при разкопките са открити само 15 пластинки от златната ризница, 12 бронзови върха за стрели, сребърни мъниста. Над храма е построена дървена навесна конструкция, която едва предпазва структурата от климатичните условия, по която вече има структурни изменения.

## Описание и особености
Храмът, открит в могилата „Хоризонт“, е единственият разкрит от епохата на древна Тракия храм с колонада от десет на брой колони. Шест от колоните са разположени отпред и по две се извисяват отстрани, оформяйки правоъгълен блок, който се е издавал пред могилата. Всяка колона е положена върху база и има по два барабана и капител в ранен дорийски стил. Пространството между лицевите и страничните колони наподобява напречен коридор, но всъщност е играело ролята на широко преддверие, в което се е влизало чрез три стъпала и вход между централните колони. От него през по-малко преддверие се стига до т.нар. централната камера.
Доц. Георги Китов разграничава няколко строителни периода в използването на могилата и храма, благодарение на наблюденията за връзките между отделните архитектурни елементи. Най-напред е натрупан и оформен насипът, в който допълнително е изградена централната камера. Тя веднага е била засипана и видимо е останало малкото преддверие. По-късно е издигната колонадата и са направени преустройства за укрепване на храма с допълнителни зидове. Впоследствие в храма е погребан висш представител на тракийската аристокрация или дори цар. Впоследствие по неизвестни причини гробът е осквернен, а даровете – разграбени. Все пак археолозите от експедиция ТЕМП откриват останали пръснати предмети, които дават ясна представа за ранга на погребания – намерени са дванадесет бронзови върха на стрели, които го определят като войн; много сребърни мъниста показват, че дрехите му са били обшити със сребро; открити са и петнадесет на брой пластинки с квадратна форма и отвори за пришиване, изработени от чисто злато, които имат изключителна стойност. Златните пластинки са били са част от ризница, вероятно кожена.
Доц. Иван Христов изказва съмнение относно това погребението да е било извършено след цялостното обновление на храма с колони. Според него, ако изобщо е било извършено погребение, то вероятно е станало в една първоначална гробна централна камера, която и днес се забелязва отчетливо. Изграждането на колонадата е станала впоследствие, когато от обикновено гробно съоръжение обектът е започнал да изпълнява функциите на храм.
Могила „Хоризонт“ е елемент от Тракийски култов център „Старосел“. В съседната могила също е имало храм, върху основите на който е изграден параклисът „Свети Спас“. Наоколо е имало манастирски комплекс, унищожен през 1940-те години. С това се регистрира една показателна и рядко срещана приемственост в почитането на местността като свещено от тракийско време, през римската епоха, Средновековието и Възраждането, до наши дни.

## Архитектурен план на съоръжението
- Отпред
- Отгоре
- Отляво

## Исторически контекст
Според археолозите доц. Иван Христов и доц. Георги Китов районът около Старосел с много голяма сигурност е представлявал огромен религиозен комплекс в древността. Христов поддържа хипотезата, че подмогилният храм при Маньов дол, заедно с останалите описани частично проучени археологически обекти при Четиньова могила, Рошавата могила, Маньов дол, Елешнишка могила (Недкова могила), античният храм Вълчия зъб повтарят очертанията на съзвездието Голямата мечка. В древността към светилищата и храмовете край Старосел са се стичали хиляди поклонници, които са извървявали т.нар. „свещен път“, маркиран чрез храмовете по линията, по която са подредени звездите в Голямата мечка.
При проучванията на Четиньова могила археолозите са стигнали до сърцето на самия храм, нещо, което дотогава не е правено в България. Екипът на д-р Иван Христов открива кладата, в която са жертвопринасяли за богинята Хестия, покровителка на домашното огнище. Христов предполага, че тя е била почитана като закрилница на одриската владетелска династия, която храмът е обслужвал. Датировката на фрагменти от находки в кладата извършена в лаборатория в Хайделберг, Германия, доказва времето, през което тази клада е ползвана – 342 – 341 г. пр. Хр. Откривайки царската резиденция на връх Кози грамади, само на 20 km от Маньов дол, д-р Иван Христов предполага, че тези обекти са свързани с одриския владетел Амадок II.